# Imrich Andrejčák
Imrich Andrejčák (Enyicke, 1941. július 12. – Trencsén, 2018. szeptember 5.) szlovák katonatiszt, politikus.

## Élete
1955 és 1958 között a pozsonyi Jan Žižka katonai iskola diákja volt. 1958 és 1961 között a vyškovi katona iskolában tanult. 1961-től a csehszlovák hadsereg tagja lett hadnagyi rendfokozatban. 1961 és 1968 között parancsnokként szolgált. 1971-ben a brünni Katonai Akadémián hírszerzést tanult. Csehszlovákia utolsó (1992), Szlovákia első honvédelmi minisztere volt (1993–1994).